# Orbitolinidae
Los orbitolínidos (Orbitolinidae) son una familia de foraminíferos bentónicos de la superfamilia Orbitolinoidea, del suborden Orbitolinina y del orden Loftusiida. Su rango cronoestratigráfico abarca desde el Jurásico medio hasta el Oligoceno.

## Discusión
Clasificaciones previas incluían Orbitolinidae en el suborden Textulariina del orden Textulariida o en el orden Lituolida.

## Clasificación
Orbitolinidae incluye a las siguientes subfamilias y géneros:
- Subfamilia Dictyoconinae
  - Abrardia †
  - Barattolites †
  - Calveziconus †
  - Campanellula †
  - Carinoconus †
  - Coskinolinoides †
  - Cribellopsis †
  - Cushmania †
  - Daviesiconus †
  - Dictyoconella †
  - Dictyoconus †
  - Fallotella †
  - Falsurgonina †
  - Heterocoskinolina †
  - Iraqia †
  - Karsella †
  - Orbitolinella †
  - Orbitolinopsis †
  - Paleodictyoconus †
  - Pseudorbitolina †
  - Simplorbitolina †
  - Urgonina †
  - Valdanchella †
  - Verseyella †
- Subfamilia Praedictyorbitolininae
  - Dictyorbitolina †
  - Paracoskinolina †
  - Praedictyorbitolina †
- Subfamilia Orbitolininae
  - Alpillina †
  - Conicorbitolina †
  - Eopalorbitolina †
  - Eygalierina †
  - Mesorbitolina †
  - Naupliella †
  - Neoiraqia †
  - Neorbitolinopsis †
  - Orbitolina †
  - Palorbitolina †
  - Palorbitolinoides †
  - Praeorbitolina †
  - Rectodictyoconus †
  - Valserina †

Otros géneros asignados a Orbitolinidae y clasificados actualmente en otras subfamilias y/o familias son: 
- Cymbriaella † de la Subfamilia Dictyoconinae, ahora en la Familia Hauraniidae
- Gutnicella † de la Subfamilia Dictyoconinae,  ahora en la Familia Hauraniidae
- Kilianina † de la Subfamilia Dictyoconinae,  ahora en la Familia Hauraniidae
- Meyendorffina † de la Subfamilia Dictyoconinae,  ahora en la Familia Hauraniidae

Otros géneros considerados en Orbitolinidae son:
- Ataxella † de la Subfamilia Praedictyorbitolininae
- Birbalina † de la Subfamilia Orbitolininae, de estatus incierto, considerado sinónimo posterior de Orbitolina
- Columnorbitolina † de la Subfamilia Orbitolininae, considerado subgénero de Orbitolina, Orbitolina (Columnorbitolina), y aceptado como Mesorbitolina
- Coskinolinella † de la Subfamilia Dictyoconinae
- Drobneina † de la Subfamilia Dictyoconinae, aceptado como Verseyella
- Eorbitolina † de la Subfamilia Orbitolininae, considerado subgénero de Orbitolina, Orbitolina (Eorbitolina), y aceptado como Dictyorbitolina
- Heterodictyoconus † de la Subfamilia Dictyoconinae, aceptado como Cushmania
- Neorbitolina † de la Subfamilia Orbitolininae, aceptado como Conicorbitolina
- Orbiqia † de la Subfamilia Orbitolininae, aceptado como Mesorbitolina
- Orbitolinoides † de la Subfamilia Dictyoconinae, aceptado como Cushmania
- Praeorbitolinoides † de la Subfamilia Orbitolininae
- Xizangia † de la Subfamilia Orbitolininae, de posición taxonómica incierta